# 穩定性
穩定性是數學或工程上的用語，判別一系統在偏离平衡状态后能否自动恢复及有界輸入情况下是否也產生有界的輸出。若是，稱系統為穩定；若否，則稱系統為不穩定。